# Deudorix turbo
Deudorix turbo är en fjärilsart som beskrevs av Hans Fruhstorfer 1912. Deudorix turbo ingår i släktet Deudorix och familjen juvelvingar. Inga underarter finns listade i Catalogue of Life.